# Margaret Mary Larkin
Margaret Mary Larkin ist eine US-amerikanische Arabistin.

## Leben
Sie erwarb 1976 den B.A. an der New York University (im Fach Französisch), dann 1980 den M.A. an der New York University (im Fach Sprachen und Literaturen des Nahen Ostens) sowie 1984 den MPhil an der Columbia University und 1989 den Ph.D. an der Columbia University (jeweils im Fach Sprachen und Kulturen des Nahen Ostens). Sie lehrt an der University of California, Berkeley arabische Literatur (1997–2007 als Associate Professor, seit 2007 Professorin).

## Schriften (Auswahl)
- The theology of meaning. ʿAbd al-Qāhir al-Jurjānī’s theory of discourse. New Haven 1995, ISBN 0-940490-79-X.
- Al-Mutanabbi. Voice of the 'Abbasid poetic ideal. Oxford 2008, ISBN 1-85168-406-9.
- als Herausgeberin mit Jocelyn Sharlet: Tradition and reception in Arabic literature. Essays dedicated to Andras Hamori. Wiesbaden 2019, ISBN 3-447-11116-X.